# Ушица (село)

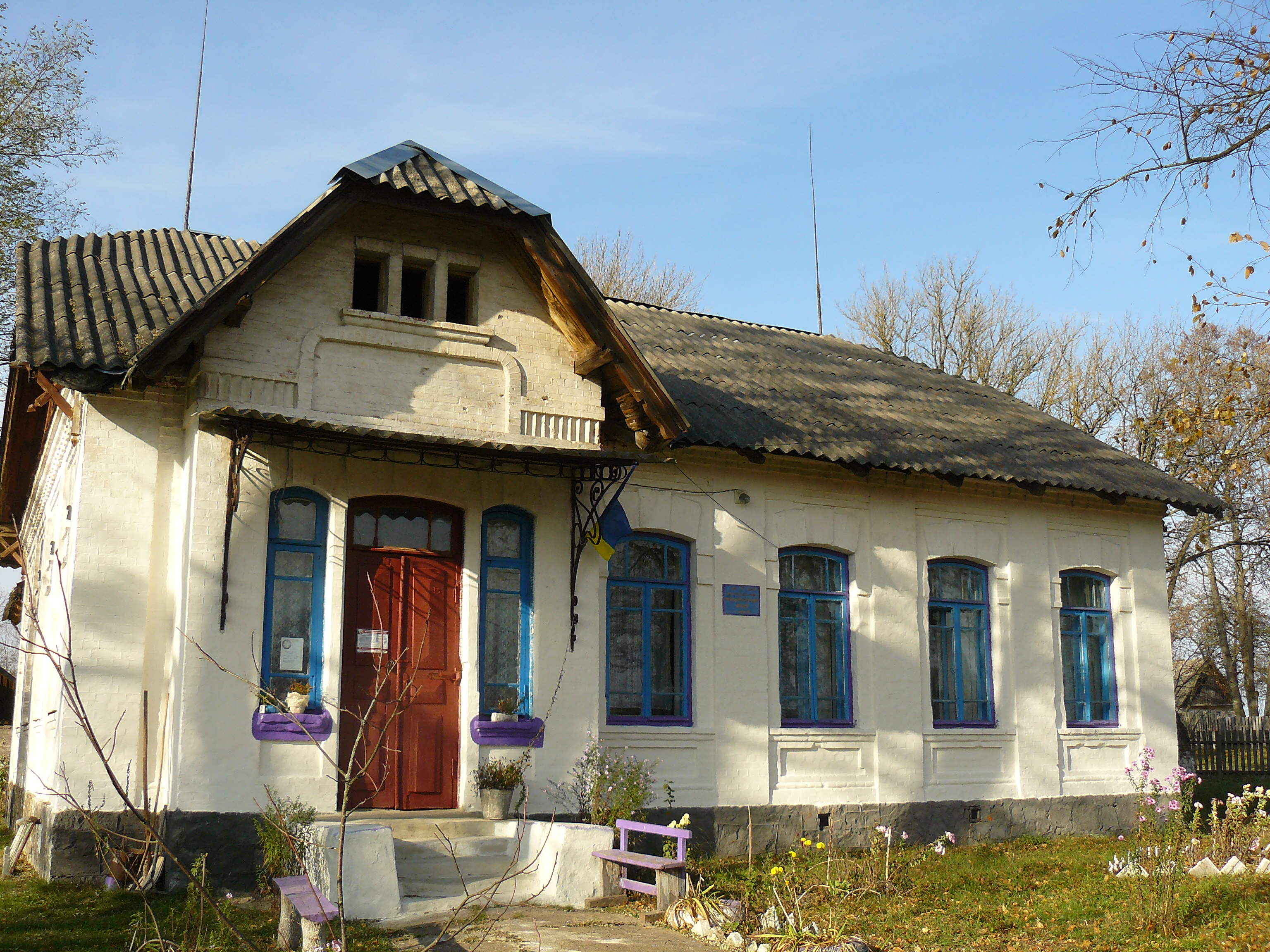
Фельдшерско-акушерский пункт в Ушице, бывшее панское поместье

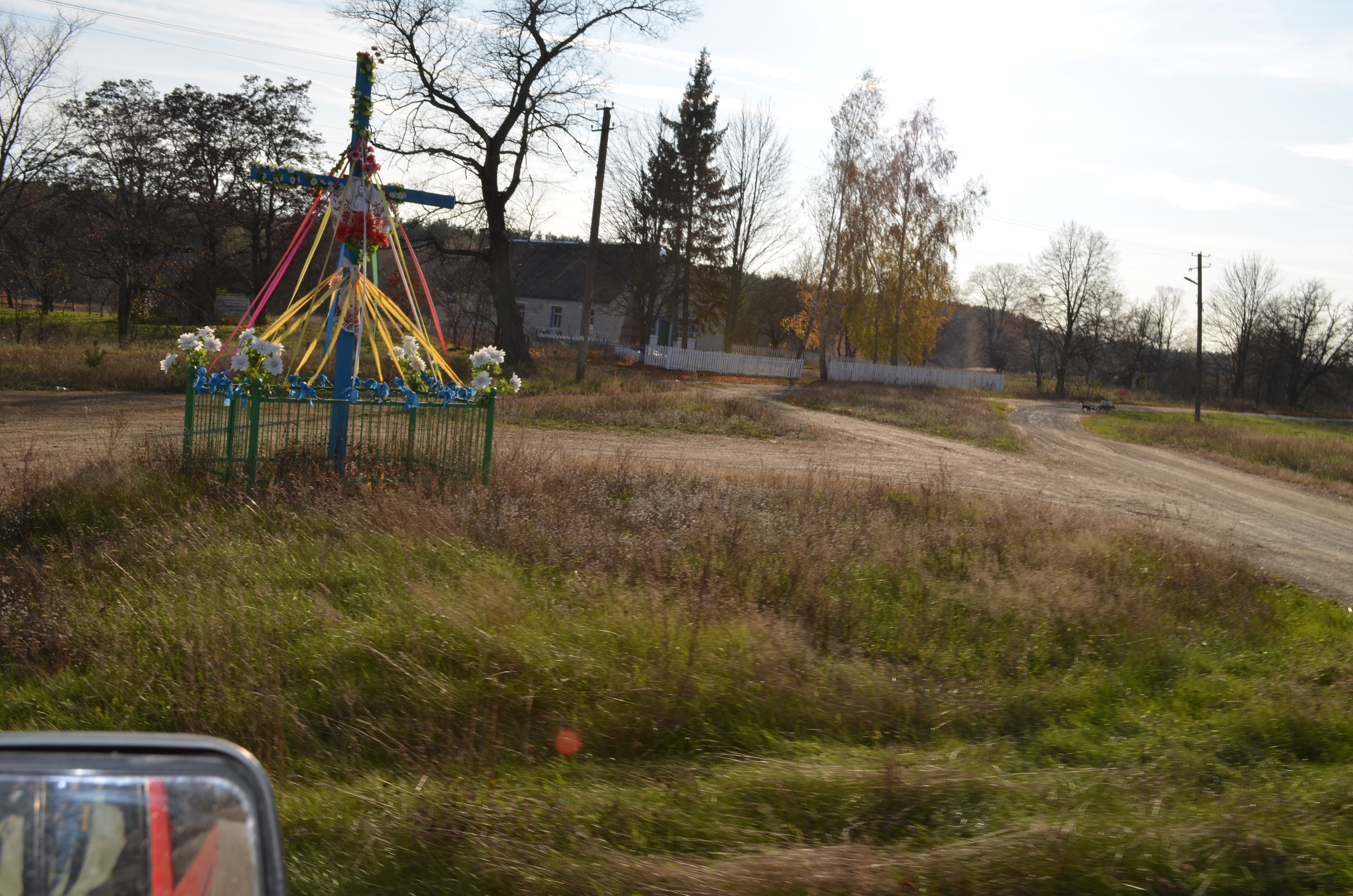
Крест в селе

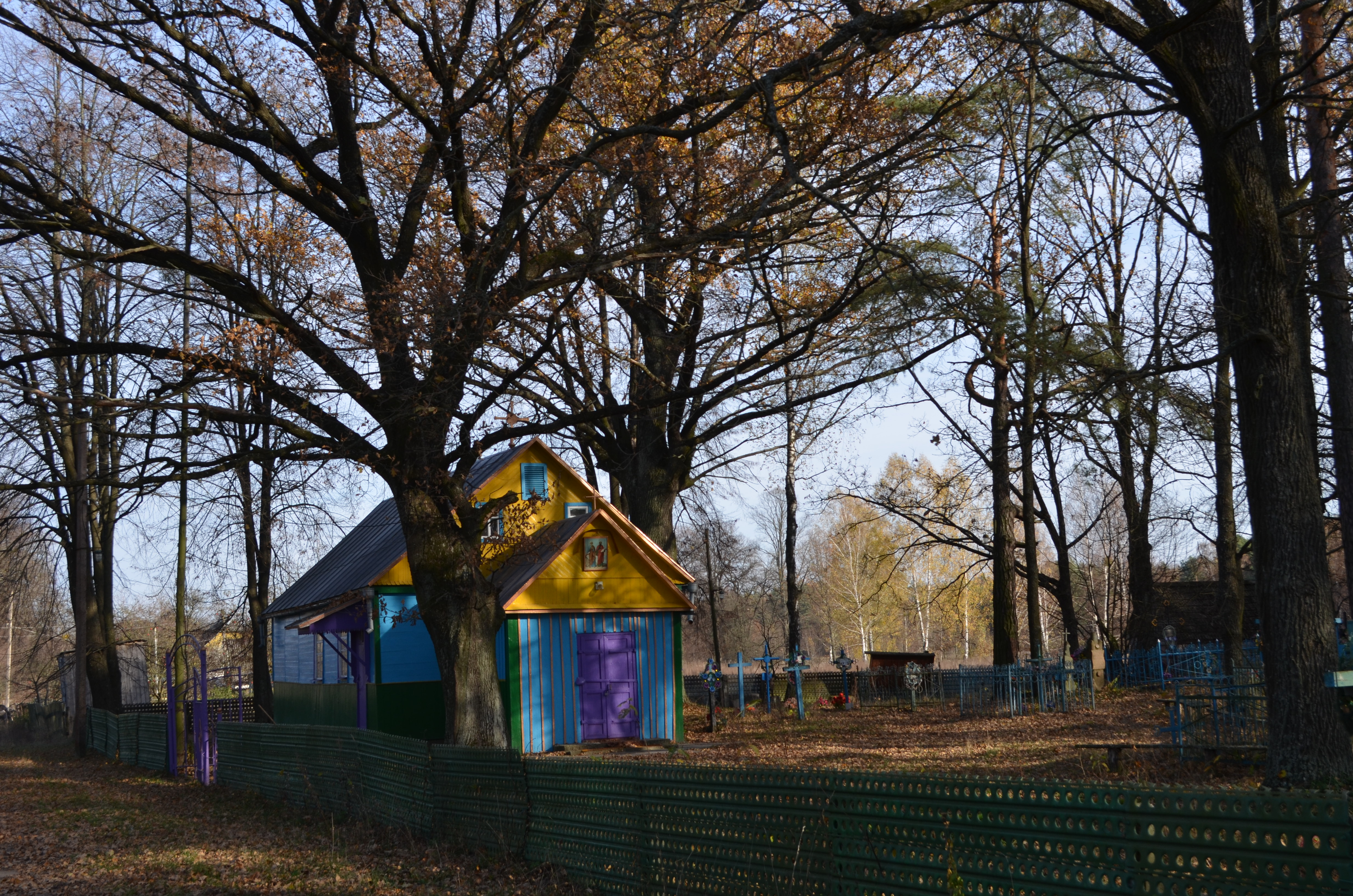
Сельское кладбище

Ушица (укр. Ушиця) — село на Украине, основано в 1841 году, находится в Коростенском районе Житомирской области.
Через село протекает река Уж (правый приток Припяти), в ней впадает  река Нерчь. Близ села, на правом берегу реки Уж, городище — остатки древнерусского Ушеска, впервые упомянутого в летописи под 1150 годом.
Код КОАТУУ — 1822380808. Население по переписи 2001 года составляет 238 человек. Почтовый индекс — 11563. Телефонный код — 4142. Занимает площадь 1,58 км².

## Адрес местного совета
11562, Житомирская область, Коростенский р-н, с.Бондаревка, ул.Ленина, 50